# (6117) Brevardastro
(6117) Brevardastro es un asteroide perteneciente al cinturón de asteroides, región del sistema solar que se encuentra entre las órbitas de Marte y Júpiter, más concretamente a la familia de Vesta, descubierto el 12 de febrero de 1985 por Henri Debehogne desde el Observatorio de La Silla, Chile.

## Designación y nombre
Designado provisionalmente como 1985 CZ1. Fue nombrado Brevardastro en homenaje al condado de Brevard, ubicaso en la costa este de Florida y se conoce como la "costa espacial". El condado de Brevard es donde se encuentra el Centro Espacial Kennedy, Cabo Cañaveral, donde se originaron muchos de los primeros vuelos espaciales tripulados. La Sociedad Astronómica de Brevard es una comunidad de astronomía amateur muy activa en el condado de Brevard.

## Características orbitales
Brevardastro está situado a una distancia media del Sol de 2,342 ua, pudiendo alejarse hasta 2,501 ua y acercarse hasta 2,184 ua. Su excentricidad es 0,067 y la inclinación orbital 6,127 grados. Emplea 1309,59 días en completar una órbita alrededor del Sol.

## Características físicas
La magnitud absoluta de 1985 CZ1 es 13,3. Tiene 5,199 km de diámetro y su albedo se estima en 0,35. 